# Safety car
De safety car (in sommige klassen ook wel pace car genoemd) is in de autosport een wagen die de snelheid van deelnemende wagens op het circuit beperkt, in geval van een gevaarlijke situatie zoals een groot ongeluk, gevaarlijke conditie van de baan (b.v. stromende regen) of een object op de baan. Gedurende deze periode rijdt de wagen voor de raceleider. Op enkele uitzonderingen na mogen deelnemers aan de race niet voorbij de safety car rijden. Wanneer de gevaarlijke situatie opgelost is, verlaat de wagen het circuit en mogen de deelnemers weer verder racen.

## Formule 1

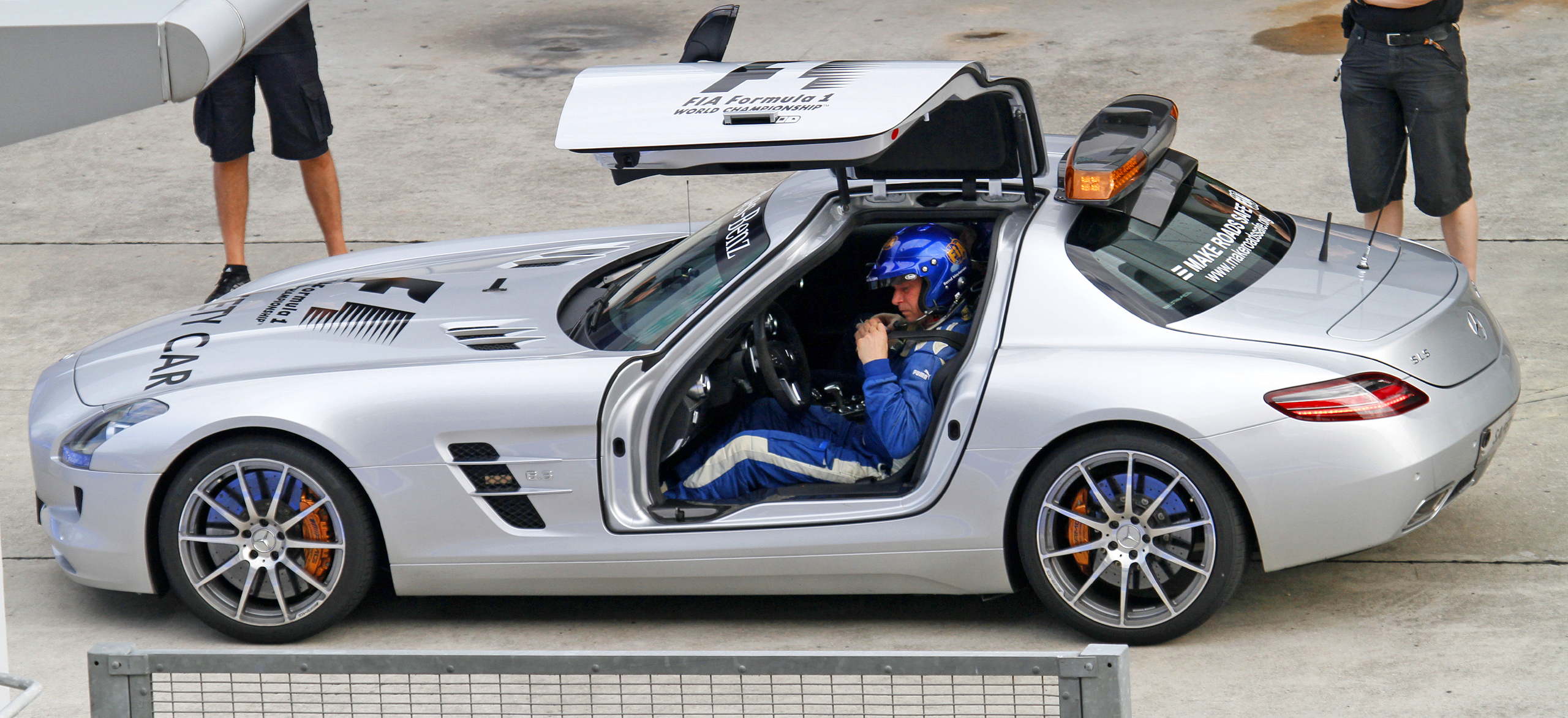
Bernd Maylander, bestuurder (sinds 2000) in de Mercedes-Benz SLS, 2010

De eerste keer dat er gebruik werd gemaakt van de safety  car was tijdens de Grand Prix Formule 1 van Canada 1973. Na een ongeluk waarbij Jody Scheckter en François Cevert betrokken waren kwam de safetycar, een Porsche 914, de baan op. Pas in 1993 werden er door de FIA regels vastgesteld betreffende het gebruik van de safety car.
In de Formule 1 wordt de safety car ingezet na zware ongelukken, bij zware regen of in omstandigheden waarbij er niet veilig geracet kan worden. De leiding van de wedstrijd zal aan de marshalls opdracht geven om borden te tonen met "SC" erop, waarmee ze de rijders waarschuwen dat de safety car ingezet wordt. Vanaf 2007 moeten alle Formule 1-wagens leds op het stuur hebben die de rijder informeren welke vlaggen er gezwaaid worden. Een gele led licht op wanneer de safety car ingezet wordt. Ook op tv wordt aangegeven wanneer de safety car wordt ingezet. Op het scherm verschijnt dan in de linker bovenhoek de melding SC, zodat ook de tv-kijkers weten dat er een safety car is ingezet. Deze melding verdwijnt weer zodra de safety car van het circuit is en de race weer wordt herstart.
De safety car heeft zowel gele als groene lichten op het dak. Het groene licht geeft de rijders achter de safety car de toestemming om voorbij te rijden. Als eenmaal de raceleider de eerste wagen achter de safety car is, gaan de gele lichten aan en mag niemand nog voorbij rijden. De wagen wordt bestuurd door een professionele rijder, momenteel (2020) Bernd Mayländer, en moet voldoende hoge snelheid aanhouden zodat de banden van de racewagens op temperatuur kunnen blijven en de motoren niet oververhit raken.

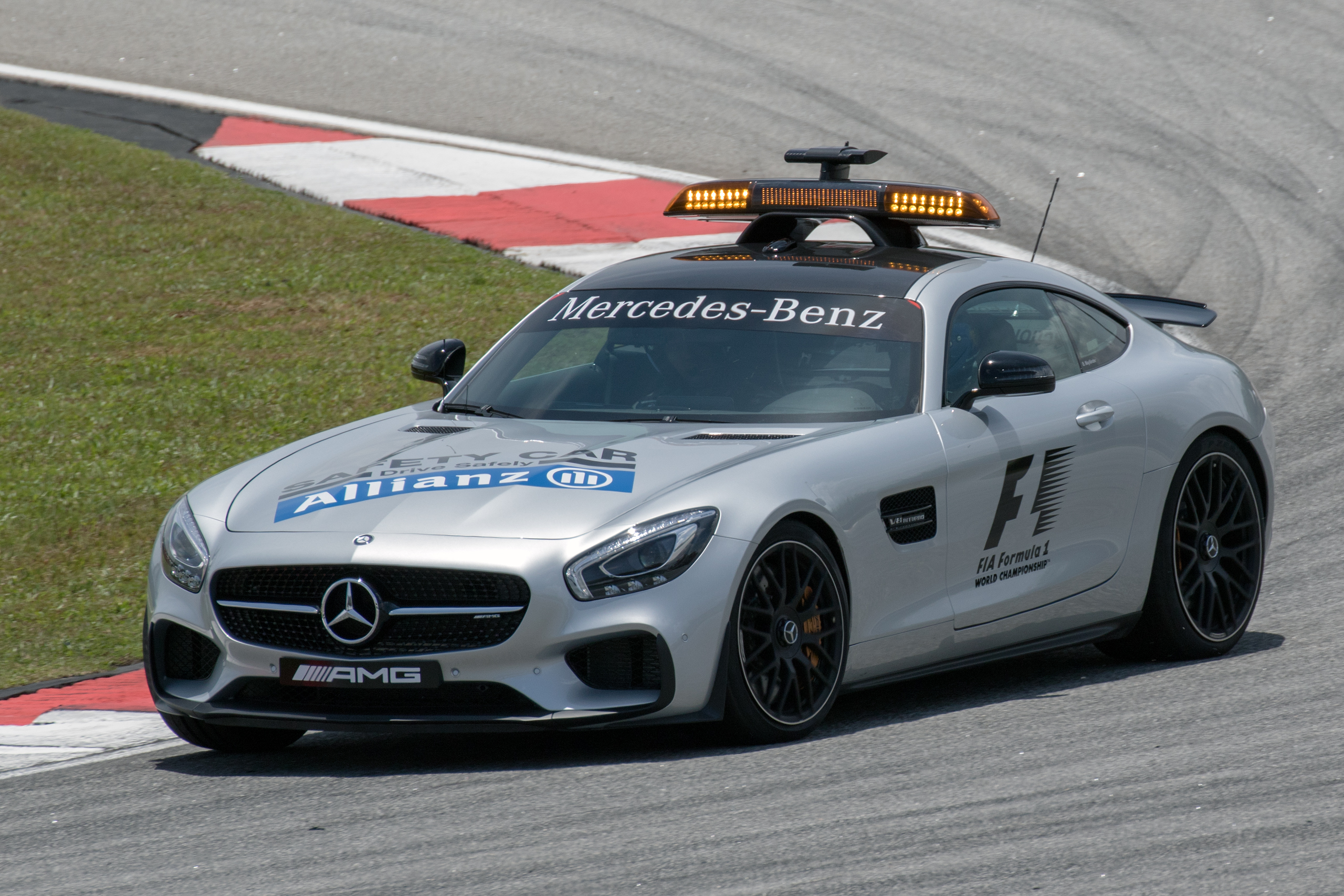
De Mercedes-AMG GT is vanaf 2015 in gebruik als safety car

De safety car werd voor het eerst ingezet bij de Grand Prix van Canada 1973. De wagen koos echter de verkeerde wagen als raceleider uit, waardoor het na de race uren kostte voordat de juiste einduitslag bekend was. In 1993 werd de safety car in de officiële reglementen ingeschreven.
Als de race weer herstart kan worden zal de safety car enkele bochten voor deze naar binnengaat de lichten doven. Hierdoor weten de coureurs dat de race weer wordt voortgezet.
Bij incidenten in de eerste drie ronden wordt eerder de safety car dan de rode vlag ingezet. Hierdoor wordt verhinderd dat de race pas vijftien minuten later herstart wordt en de twee-uur-limiet begint niet zolang de wagens klaar zijn voor een nieuwe opwarmingsronde. De tijd blijft echter lopen tijdens een safety car-situatie.
Vanaf 2007 werden twee nieuwe regels ingesteld. De pitlaan wordt gesloten vanaf het moment dat de safety car ingezet wordt. Er mag geen enkele wagen in de pits tot alle wagens achter de safety car rijden tot de raceleiding de melding "pitlane open" geeft. Indien een coureur wel in de pits gaat, krijgt hij een stop & go-straf van tien seconden. Wagens die al in de pits stonden, krijgen deze straf niet. Aan het eind van de pitlaan staat een rood licht. Coureurs die dit licht voorbij rijden, worden gediskwalificeerd. Dit gebeurde bij Giancarlo Fisichella en Felipe Massa in de Grand Prix van Canada 2007. In 2009 is deze regel weer afgeschaft.
Wanneer het circuit vrijgemaakt is na het incident, mogen rijders die op een ronde staan en tussen de wagens rijden die in dezelfde ronde zitten deze voorbij steken. Hierna moeten zij achteraan aansluiten. Hierdoor worden wagens bij de herstart niet gehinderd door achterblijvers. Deze regel werd geïntroduceerd na de Grand Prix van Australië 2006.
In 2004 en 2005 werd gebruikgemaakt van een Mercedes-Benz SLK55 AMG. In 2006 en 2007 was een Mercedes-Benz CLK63 AMG de safety car. In 2008 is de wagen gebaseerd op een Mercedes-Benz SL63. Het gewicht is echter 220 kg lager en de V8-motor is getuned om 525 pk te leveren. In 2014 werd de Mercedes-Benz SLS AMG nog gebruikt als safety car in de Formule 1. Tussen 2015 en 2018 werd de Mercedes AMG GT S gebruikt, sinds 2018 is dat de Mercedes AMG GT R.
Vanaf het seizoen 2021 deelt Mercedes de safety car en medical car services met Aston Martin. Per GP worden zij om en om ingezet.

## Virtual Safety Car
In 2015 is in de Formule 1 de Virtual Safety Car ingevoerd. Dit is een systeem dat de coureurs over het hele circuit langzamer laat rijden indien zich een gevaarlijke situatie voordoet. Dit wordt alleen gebruikt als er geen algehele neutralisatie van de race wordt vereist, dus als er naast of op de baan problemen zijn, zoals een gestrande coureur of brokstukken op de baan. Bij acuut gevaar, zoals een ernstig ongeval of zware regen, waarbij algehele neutralisatie van de race noodzakelijk is wordt nog gewoon een rijdende safety car gebruikt. Als de Virtual Safety Car wordt ingezet, wordt dit aangegeven met een dubbele gele vlag en op de matrixborden boven de baan verschijnt dan de melding VSC. Dit betekent dat de coureurs direct vaart moeten minderen en dat hun tijden in elke sector nauwkeurig worden bijgehouden. De coureurs moeten elke sector op minstens één moment trager zijn dan de Virtual Safety Car. Wie zich hier niet aan houdt en te snel rijdt, krijgt een tijdstraf. Tijdens een Virtual Safety Car mogen coureurs alleen naar de pitstraat om banden te wisselen.